# 2007年イギリス労働党副党首選挙

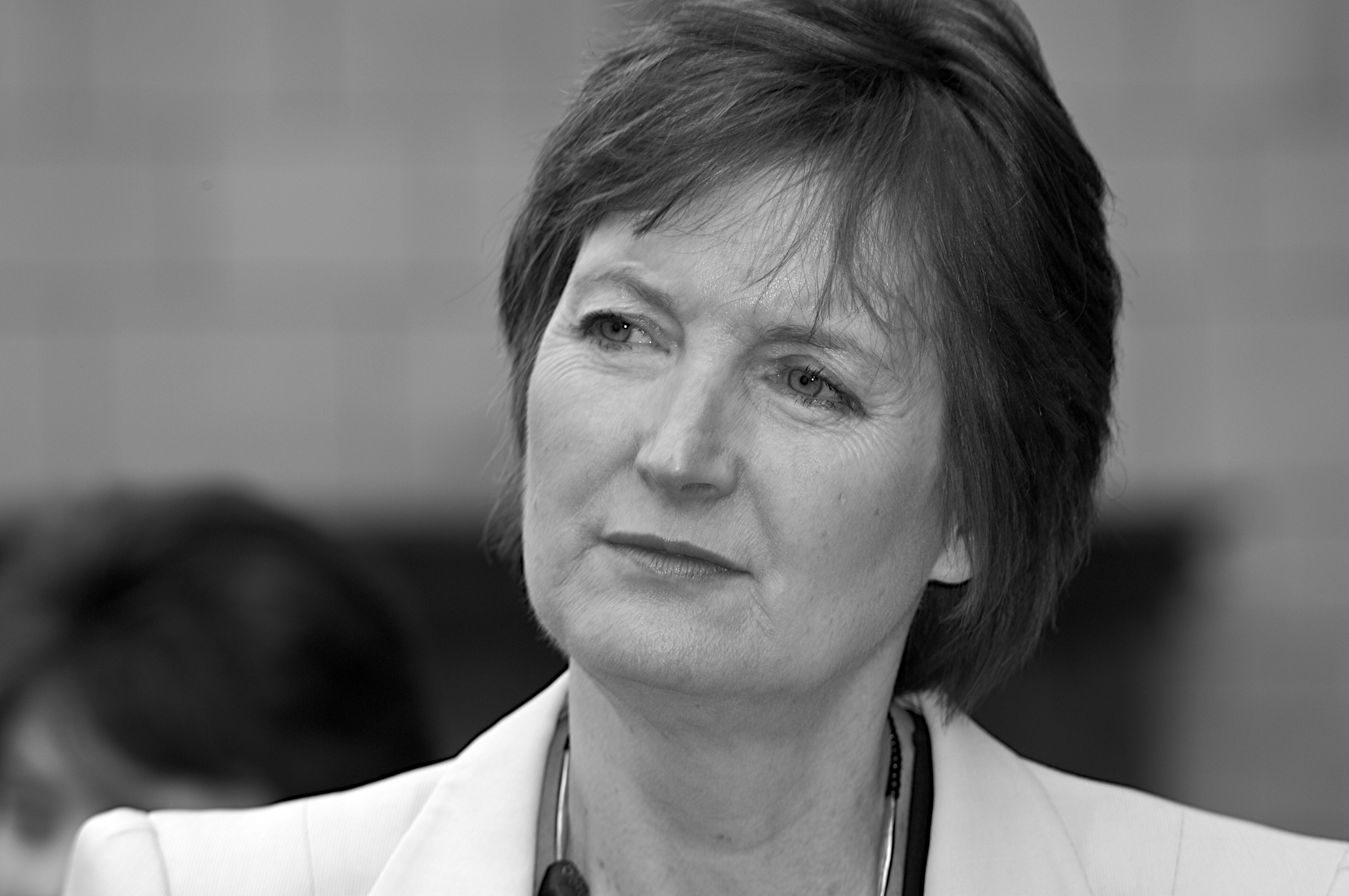
新副党首に選ばれたハリエット・ハーマン

2007年イギリス労働党副党首選挙 （2007 Labour Party deputy leadership election）は、2007年5月10日に開示された、イギリスの政党・労働党の副党首を決定した選挙。 副党首のジョン・プレスコット が、党首トニー・ブレアの引退に伴って辞任を表明したため、実施された。
6人が立候補し、結果6月24日の臨時党大会でハリエット・ハーマンが新副党首に選出された。また、この選挙を巡っては後に金銭を巡る不正があったと言われている。平行して行われた党首選挙が無投票でゴードン・ブラウン選出に落ち着いたため、衆目はむしろこちらの副党首選に集まった。

## 推薦人の確保に成功した候補者
候補者と獲得した推薦人。肩書きは当時のもの。
- ヒラリー・ベン（国際開発大臣） — 47人[4][5][6]
- ヘーゼル・ブリアーズ （党幹事長） — 49人[7]
- ジョン・クルダス（一般議員） — 49人[8][9]
- ピーター・ヘイン（北アイルランド大臣） — 51人[10][11]
- ハリエット・ハーマン（法務担当閣外大臣） — 65人[12]
- アラン・ジョンソン（教育大臣） — 73人[13]

6人全員が、立候補の必要に最低限必要な45人以上の推薦人を集め、受付が締め切られる2007年5月17日12:30（UTC+1）までに届出を済ませた。

## 投票結果
選挙は、労働党所属の英国議会・欧州議会の議員票、選挙区労働党の一般党員票、労働組合などの、関連諸団体メンバー票の3部門の合計で競われた。3つのそれぞれの票は、33.33％ずつに割り当てられている。

### 第1ラウンド

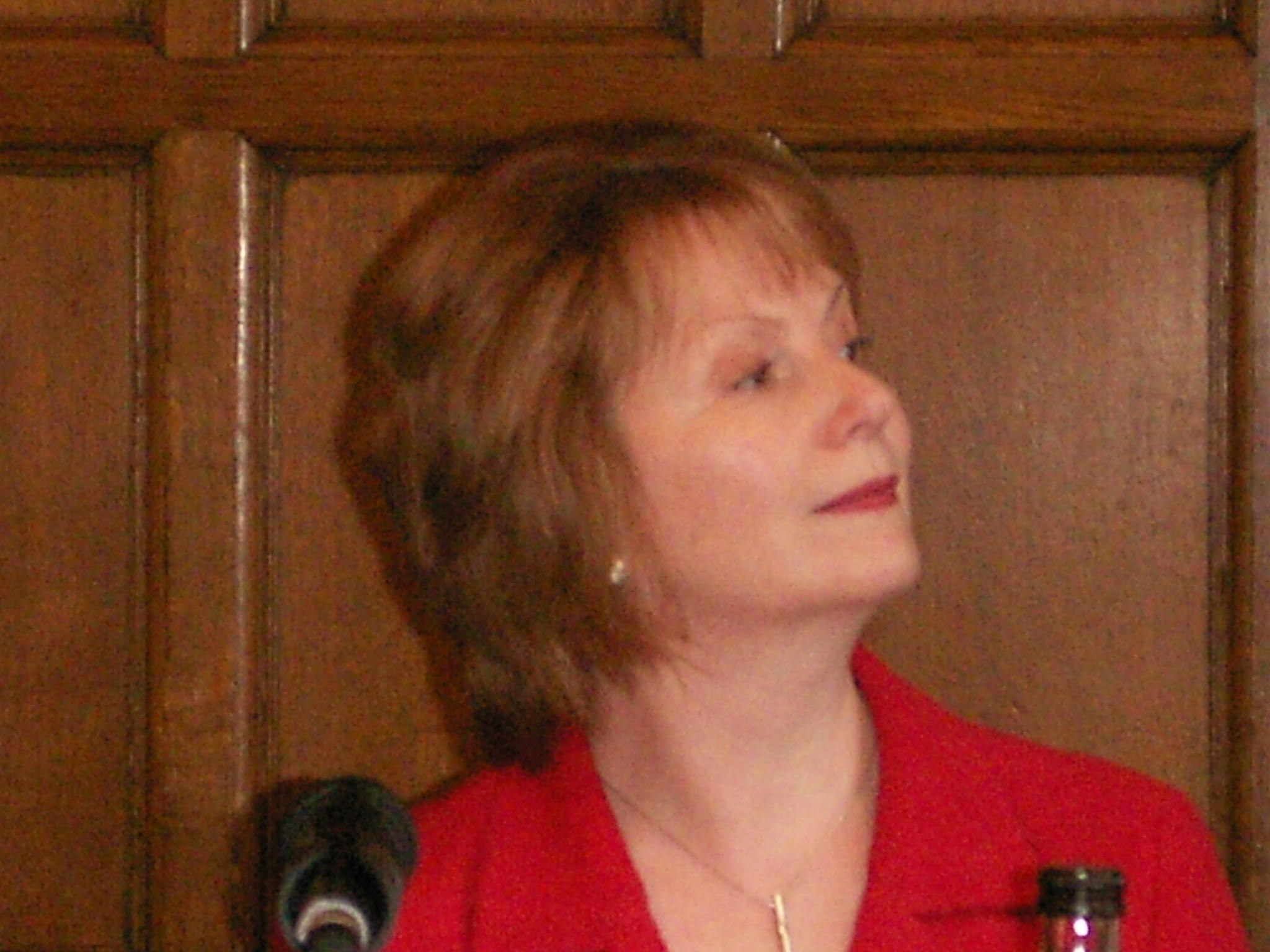
ヘーゼル・ブリアーズ。1ラウンド目で敗退。

| 候補者               | 組合員票 | 党員票 | 議員票 | 総合   |
| -------------------- | -------- | ------ | ------ | ------ |
| ジョン・クルダス     | 9.09%    | 5.67%  | 4.63%  | 19.39% |
| ハリエット・ハーマン | 4.35%    | 8.04%  | 6.54%  | 18.93% |
| アラン・ジョンソン   | 4.55%    | 5.53%  | 8.08%  | 18.16% |
| ヒラリー・ベン       | 4.93%    | 7.21%  | 4.27%  | 16.40% |
| ピーター・ヘイン     | 6.64%    | 3.87%  | 4.81%  | 15.32% |
| ヘーゼル・ブリアーズ | 3.77%    | 3%     | 4.99%  | 11.77% |

ヘーゼル・ブリアーズが最下位となり、敗退。

### 第2ラウンド

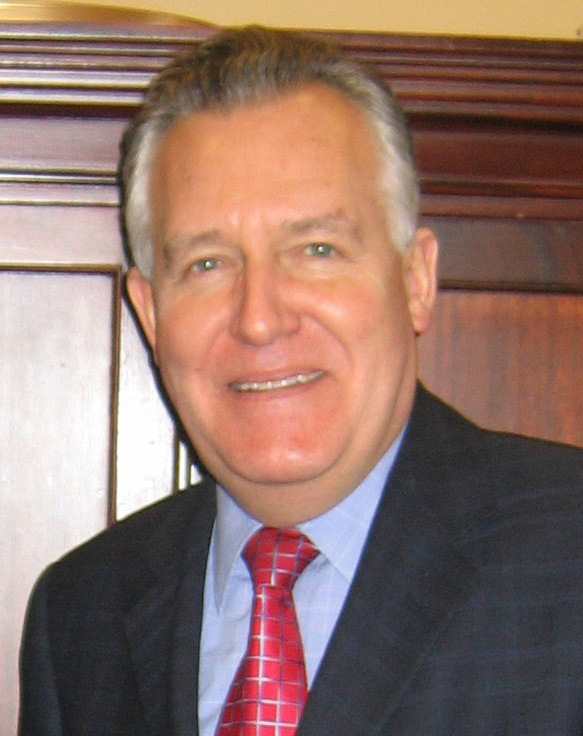
ピーター・ヘイン。2ラウンド目で敗退。

| 候補者               | 組合員票 | 党員票 | 議員票 | 総合   |
| -------------------- | -------- | ------ | ------ | ------ |
| アラン・ジョンソン   | 5.91%    | 6.35%  | 11.47% | 23.74% |
| ハリエット・ハーマン | 5.15%    | 8.80%  | 7.29%  | 21.23% |
| ジョン・クルダス     | 9.64%    | 6.01%  | 4.74%  | 20.39% |
| ヒラリー・ベン       | 5.56%    | 7.93%  | 4.74%  | 18.22% |
| ピーター・ヘイン     | 7.08%    | 4.24%  | 5.10%  | 16.42% |

ピーター・ヘインが最下位となり、敗退。

### 第3ラウンド

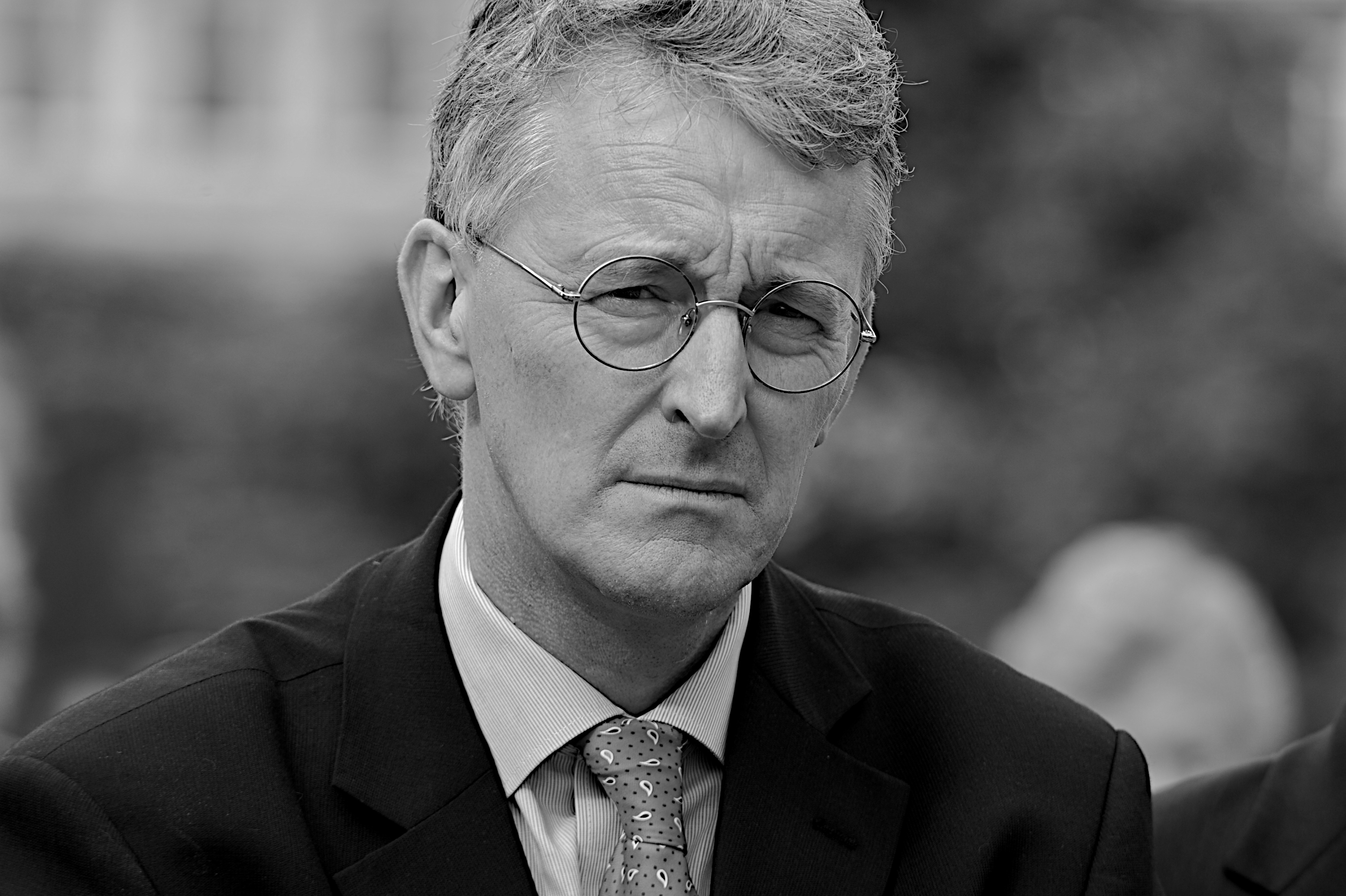
ヒラリー・ベン。3ラウンド目で敗退。

| 候補者               | 組合員票 | 党員票 | 議員票 | 総合   |
| -------------------- | -------- | ------ | ------ | ------ |
| アラン・ジョンソン   | 7.81%    | 7.31%  | 12.78% | 27.90% |
| ハリエット・ハーマン | 7.12%    | 10.15% | 8.61%  | 25.88% |
| ジョン・クルダス     | 11.01%   | 6.58%  | 6.30%  | 23.89% |
| ヒラリー・ベン       | 7.39%    | 9.29%  | 5.65%  | 22.33% |

ヒラリー・ベンが最下位となり、敗退。

### 第4ラウンド
| 候補者               | 組合員票 | 党員票 | 議員票 | 総合   |
| -------------------- | -------- | ------ | ------ | ------ |
| アラン・ジョンソン   | 10.25%   | 10.70% | 15.39% | 36.35% |
| ハリエット・ハーマン | 9.46%    | 13.82% | 10.29% | 33.58% |
| ジョン・クルダス     | 13.61%   | 8.81%  | 7.65%  | 30.06% |

ジョン・クルダスが最下位となり、敗退。

### 第5ラウンド
| 候補者               | 組合員票 | 党員票 | 議員票 | 総合   |
| -------------------- | -------- | ------ | ------ | ------ |
| ハリエット・ハーマン | 16.18%   | 18.83% | 15.42% | 50.43% |
| アラン・ジョンソン   | 17.15%   | 14.50% | 17.91% | 49.56% |

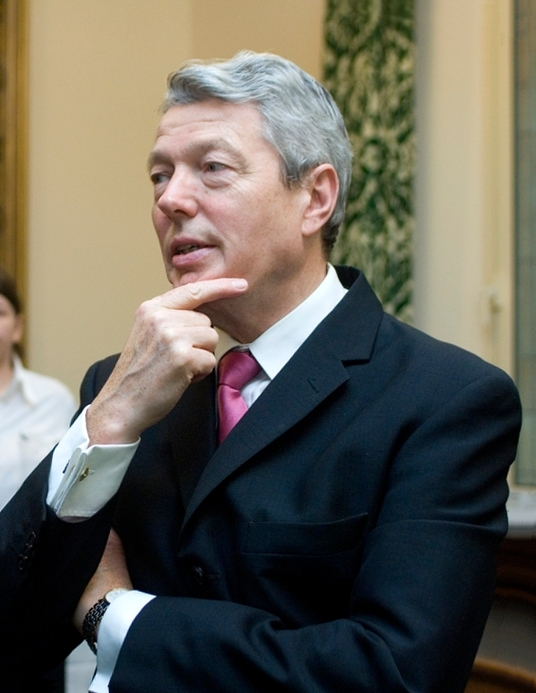
アラン・ジョンソン。最終ラウンドで惜敗。議員票だけを見るなら、彼は常にトップをキープしていた。

結果、ハリエット・ハーマンが新副党首に選出された。知名度の高さや、推薦人の人数から見れば、当初はアラン・ジョンソンが有利だと思われていた。実際、2 - 4ラウンド目までは全てジョンソンが1位につけており、ハーマンは決選投票という選挙制度にも手伝われた結果だともいえる。また、ハーマンは他の候補者と比べて一般党員票を多く獲得していることがわかり、これも彼女の勝因といえるだろう。

## 立候補が噂された人物
2006年12月、ジェレミー・コービン議員は副党首選挙に出馬を検討していることを発表したが、実際には出馬せず、自身はヒラリー・ベンの推薦人となった。彼と、実際に出馬した6人以外に出馬の検討を発表した議員はいなかった。
また、一部ではエド・ボールズ、パトリシア・ヒューイット, デイヴィッド・ミリバンドやジャック・ストローらの出馬も囁かれたが、彼らが実際に出馬に意欲を示すことは無かった。

## 各候補者が費やした対策費
各候補者がこの選挙で費やした軍資金は、以下の通り。
- ヒラリー・ベン — £4,000
- ヘーゼル・ブリアーズ — £73,000
- ジョン・クルダス — £143,000
- ピーター・ヘイン — £180,000-£200,000
- ハリエット・ハーマン — £46,000 加えて、£50,000のローン
- アラン・ジョンソン — £54,000